# Geurzakje

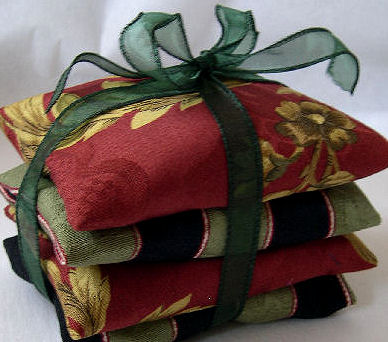

Een geurzakje is een klein zakje van textiel waarin lekker geurende stoffen zijn gestopt. Andere gebruikelijke namen zijn geurkussentje, reukzakje, klein zakje en (naar het Frans) sachet. 
De zakjes zijn veelal gevuld met potpourri, een kruidenmengsel, maar ook andere geurstoffen. Ze worden vooral gebruikt om in kleding- en linnenkasten te leggen voor de lekkere geur. Een andere toepassing van geurzakjes is als luchtverfrisser in toiletten, auto's en andere kleine ruimtes. Daarnaast zijn er geurzakjes met daarin verondersteld rustgevende kruiden als lavendel, kamille en valeriaan die in de slaapkamer worden gelegd om het inslapen te vergemakkelijken.

## Oorsprong
Geurzakjes vinden hun oorsprong in China en zijn in elk geval bekend vanaf de Periode van de Strijdende Staten. Aanvankelijk werden de zakjes vooral toegepast om zweet op te nemen, insecten af te weren en te bewaken tegen kwade geesten. In later tijden werden de zakjes ook gebruikt als liefdessymbool, eerst door jongens en meisjes, later meer door meisjes alleen, en meer algemeen om hun ornamentele waarde.